# Natura morta con Bibbia
Natura morta con Bibbia è un dipinto del pittore olandese Vincent van Gogh, realizzato nel 1885 e conservato al Museo Van Gogh di Amsterdam.

## Descrizione

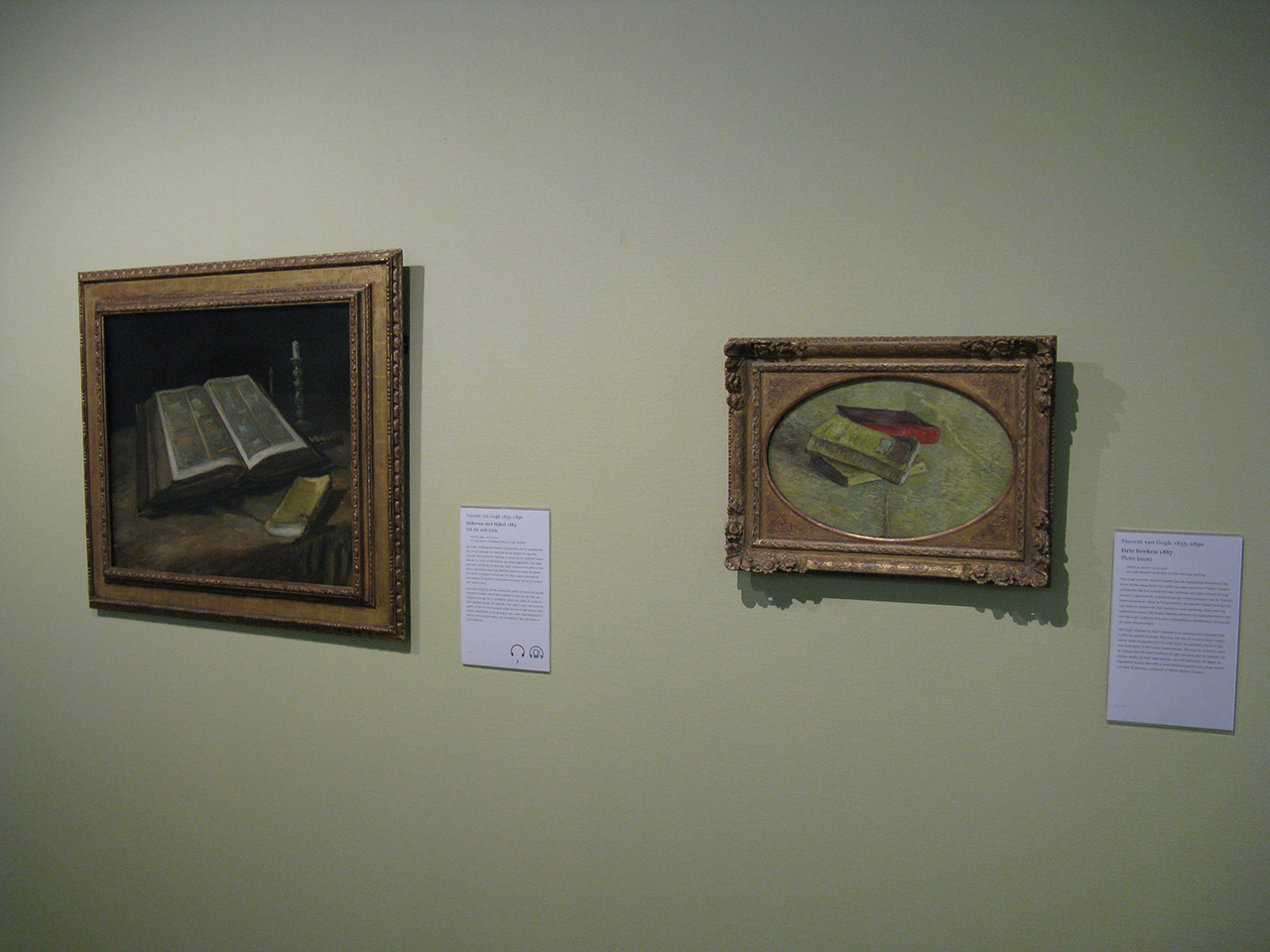
Il quadro esposto al Museo Van Gogh di Amsterdam.

Lo spunto realizzativo di questo quadro è prettamente autobiografico e risale, precisamente, alla morte del padre di Vincent, Théodorus, avvenuta il 26 marzo 1885. Il loro era un rapporto tutt'altro che facile, non privo di contraddizioni e sentimenti contrastanti: i continui fallimenti professionali e umani di Vincent, infatti, avevano violentemente frantumato la quiete famigliare sulla quale i coniugi van Gogh avevano instaurato il loro regime di vita quotidiana. Ebbene, questa Natura morta con Bibbia è da considerarsi una «risposta» pittorica alla situazione di stress generatasi dopo la morte di Théodorus, ma anche un tentativo di interpretare un legame complesso e viscerale come quello intercorrente tra un padre e un figlio. Il quadro, infatti, è stato dipinto au premier coup a Neunen, il paese dove vivevano i genitori di Van Gogh, presso i quali l'artista stesso visse tra il 1883 ed il 1885.
Questa Natura morta con Bibbia presenta un notevole spessore psicologico. Il primo oggetto a catturare lo sguardo dell'osservatore è un'edizione della Bibbia con la rilegatura in pelle, troneggiante al centro del tavolo e aperta al capitolo 53 del libro di Isaia, uno dei carmi più frequentemente citati tra quelli detti del «Servo di Dio»: la monolitica sacralità del colosso biblico, che Vincent si era apprestato a tradurre in quattro lingue, simboleggia ovviamente la ferrea religiosità del padre, un apprezzato pastore protestante cui era stato affidato proprio il priorato del villaggio brabantino di Nuenen. A fare da leggero contrappunto alla monumentalità della Bibbia troviamo una candela spenta, elemento che si ricollega ai dipinti del Seicento olandese e in particolare alla tradizione iconografica della vanitas. Esso, infatti, allude alla caducità della vita ed alla presenza incombente della morte, ma anche all'assoluta sfiducia nei confronti di quella religione, nella quale Van Gogh s'era rifugiato invano negli anni precedenti. Pur ponendosi all'interno della tradizione storico-artistica, tuttavia, van Gogh ne infrange senza remora gli schemi: nel dipinto, infatti, è presente un ricorso al simbolismo personale che mira ad una ricostruzione dell'identità del pittore.
In primo piano, infine, troviamo un elemento che mette in evidenza la personalità e gli interessi del pittore. È la Joie de vivre di Émile Zola, romanzo scandalosamente moderno dove si narrava del putrescente disfacimento di una famiglia francese, gravata da continui lutti e da pressanti disgrazie economiche. L'opera rappresenta la conferma della modernità del suo autore: l'occhio dell'osservatore viene infatti attirato dalla copertina gialla del romanzo moderno, come per sottolineare la tensione ideologica e religiosa presente tra Vincent e suo padre (che detestava Zola ed i naturalisti francesi, ritenendoli «immorali»). Lasciandosi trasportare dal suo nuovo interesse per il colore e da una tecnica pittorica perfezionata nei suoi quattro anni di studio autodidatta, Van Gogh in questo dipinto istituisce infatti una serie di opposizioni tra grande e piccolo, aperto e chiuso, monocromo e colorato, proprio per tradurre pittoricamente l'inconciliabilità del suo carattere con la personalità di Théodorus.